# شکار مرگبار
شکار مرگبار (انگلیسی: A Game of Death) یک فیلم ماجراجویی آمریکایی به کارگردانی رابرت وایز است که در سال ۱۹۴۵ میلادی منتشر شد.

## بازیگران
- جان لودر
- آدری لونگ
- ادگار باریر
- راسل هیکز
- جیسون روباردز سینیور
- نوبل جانسون
- راسل وید